# Landtagswahlkreis Aschersleben
Der Landtagswahlkreis Aschersleben (Wahlkreis 18) ist ein Landtagswahlkreis in Sachsen-Anhalt. Er umfasste zur Landtagswahl in Sachsen-Anhalt 2021 vom Salzlandkreis die Städte Aschersleben und Seeland, vom Landkreis Harz die Stadt Falkenstein/Harz und vom Landkreis Mansfeld-Südharz die Stadt Arnstein.
Der Wahlkreis wird in der achten Legislaturperiode des Landtages von Sachsen-Anhalt von Detlef Gürth vertreten. Er vertritt den Wahlkreis seit der Wahl im Jahr 1990 und verteidigte das Direktmandat zuletzt bei der Landtagswahl am 6. Juni 2021 mit 33,8 % der Erststimmen.

## Wahl 2021
Im Vergleich zur Landtagswahl 2016 wurde der Zuschnitt des Wahlkreises nicht verändert. Auch Name und Nummer des Wahlkreises wurden nicht geändert.
Es traten acht Direktkandidaten an. Von den Direktkandidaten der vorhergehenden Wahl traten Detlef Gürth, Gundhild Jahn und Monique Mosig erneut an. Daniel Rausch wurde im Jahr 2016 über Platz 17 der Landesliste der AfD in den Landtag gewählt.
Detlef Gürth verteidigte das Direktmandat mit 33,8 % der Erststimmen. Daniel Rausch zog über Platz 19 der Landesliste der AfD ebenfalls wieder in den Landtag ein.
|                   |                      | Erst- stimmen | Erst- stimmen | Zweit- stimmen | Zweit- stimmen |
| Bewerber          | Partei               | Anzahl        | %             | Anzahl         | %              |
| ----------------- | -------------------- | ------------- | ------------- | -------------- | -------------- |
| Wahlberechtigte   | Wahlberechtigte      | 38.854        | 100,0         | 38.854         | 100,0          |
| Wähler            | Wähler               | 21.922        | 56,4          | 21.922         | 56,4           |
| Ungültige Stimmen | Ungültige Stimmen    | 352           | 1,6           | 306            | 1,4            |
| Gültige Stimmen   | Gültige Stimmen      | 21.570        | 98,4          | 21.616         | 98,6           |
| davon             |                      |               |               |                |                |
| Detlef Gürth      | CDU                  | 7.295         | 33,8          | 8.147          | 37,7           |
| Daniel Rausch     | AfD                  | 4.898         | 22,7          | 4.801          | 22,2           |
| Marco Kiontke     | DIE LINKE            | 2.896         | 13,4          | 2.535          | 11,7           |
| Yves Metzing      | SPD                  | 2.008         | 9,3           | 1.786          | 8,3            |
| Gundhild Jahn     | GRÜNE                | 890           | 4,1           | 796            | 3,7            |
| Raja Szyszkowitz  | FDP                  | 1.295         | 6,0           | 1.347          | 6,2            |
| Marcus Fleischer  | FREIE WÄHLER         | 2.033         | 9,4           | 892            | 4,1            |
| –                 | NPD                  | –             | –             | 61             | 0,3            |
| –                 | Tierschutzpartei     | –             | –             | 275            | 1,3            |
| –                 | Tierschutzallianz    | –             | –             | 82             | 0,4            |
| –                 | LKR                  | –             | –             | 7              | 0,0            |
| –                 | Die PARTEI           | –             | –             | 93             | 0,4            |
| –                 | Gartenpartei         | –             | –             | 134            | 0,6            |
| Monique Mosig     | FBM                  | 255           | 1,2           | 93             | 0,4            |
| –                 | TIERSCHUTZ hier!     | –             | –             | 124            | 0,6            |
| –                 | dieBasis             | –             | –             | 255            | 1,2            |
| –                 | Klimaliste ST        | –             | –             | 4              | 0,0            |
| –                 | ÖDP                  | –             | –             | 13             | 0,1            |
| –                 | Die Humanisten       | –             | –             | 18             | 0,1            |
| –                 | Gesundheitsforschung | –             | –             | 84             | 0,4            |
| –                 | PIRATEN              | –             | –             | 44             | 0,2            |
| –                 | WiR2020              | –             | –             | 25             | 0,1            |

## Wahl 2016
Bei der Landtagswahl in Sachsen-Anhalt 2016 waren 41.093 Einwohner wahlberechtigt. Die Wahlbeteiligung lag bei 58,3 %.
Detlef Gürth gewann das Direktmandat für die CDU.
| Bewerber       | Partei            | Erststimmen in % | Zweitstimmen in % |
| -------------- | ----------------- | ---------------- | ----------------- |
| Detlef Gürth   | CDU               | 28,9             | 30,1              |
| Elke Reinke    | LINKE             | 25,1             | 17,1              |
| Uta Krauß      | SPD               | 15,3             | 10,3              |
| Kathrin Brandt | FDP               | 13,0             | 4,5               |
| Monique Mosig  | FBM               | 9,4              | 1,0               |
| Gundhild Jahn  | GRÜNE             | 8,4              | 4,4               |
| —              | AfD               | —                | 25,9              |
| —              | Tierschutzpartei  | —                | 1,7               |
| —              | NPD               | —                | 1,1               |
| —              | Freie Wähler      | —                | 1,1               |
| —              | Tierschutzallianz | —                | 1,1               |
| —              | ALFA              | —                | 0,8               |
| —              | MG                | —                | 0,4               |
| —              | Die PARTEI        | —                | 0,3               |
| —              | DIE RECHTE        | —                | 0,2               |

## Wahl 2011
Bei der Landtagswahl in Sachsen-Anhalt 2011 waren 37.711 Einwohner wahlberechtigt; die Wahlbeteiligung lag bei 50,1 %. Detlef Gürth gewann das Direktmandat für die CDU.
| Bewerber                 | Partei           | Erststimmen in % | Zweitstimmen in % |
| ------------------------ | ---------------- | ---------------- | ----------------- |
| Detlef Gürth             | CDU              | 36,3             | 32,5              |
| Elke Reinke              | LINKE            | 26,2             | 25,7              |
| Bernward Rothe           | SPD              | 19,9             | 21,4              |
| Joachim Matzel           | FDP              | 2,8              | 3,1               |
| Gundhild Jahn            | GRÜNE            | 6,0              | 6,0               |
| Ethel Muschalle-Höllbach | Freie Wähler     | 4,4              | 3,5               |
| —                        | KPD              | —                | 0,2               |
| —                        | MLPD             | —                | 0,1               |
| Hartmut Schirmer         | NPD              | 4,5              | 4,7               |
| —                        | ödp              | —                | 0,1               |
| —                        | Tierschutzpartei | —                | 1,5               |
| —                        | PIRATEN          | —                | 0,8               |
| —                        | SPV              | —                | 0,4               |

## Wahl 2006
Bei der Landtagswahl in Sachsen-Anhalt 2006 traten folgende Kandidaten an:
| Name                              | Partei          | Anteil der Erststimmen |
| --------------------------------- | --------------- | ---------------------- |
| Detlef Gürth                      | CDU             | 35,5 %                 |
| Hartmut Koblischke                | LINKE           | 27,5 %                 |
| Bernward Rothe                    | SPD             | 22,7 %                 |
| Manfred Hartkopp                  | FDP             | 8,0 %                  |
| Grit Michelmann                   | GRÜNE           | 4,0 %                  |
| Axel Schmidt                      | Bü – DKP/KPD    | 0,8 %                  |
| Kerstin Heim                      | Off D-STATT-DSU | 1,5 %                  |
| Wahlberechtigte: 41.334 Einwohner |                 |                        |
| Wahlbeteiligung: 43,0 %           |                 |                        |